# Militärputsch in der Türkei 1960
Der Militärputsch vom 27. Mai 1960 oder die 27. Mai-Revolution in der Türkei war eine Reaktion auf Proteste gegen die zunehmend autoritärer werdende Regierung unter Adnan Menderes. Es war der erste Staatsstreich seit Gründung der Republik. Der Staatsstreich erfolgte nicht innerhalb der Befehlskette, sondern wurde von 38 niedrigrangigen Offizieren durchgeführt. Zuerst wurde die Befehlsebene der Armee neutralisiert, anschließend wurden die Mitglieder des Ministerrates sowie der Präsident der Republik verhaftet. 235 Generäle und 3500 Offiziere wurden aus der Armee entlassen und in den Ruhestand versetzt. 147 Universitätsdozenten wurden entlassen, einige Universitäten geschlossen. Die Justiz wurde unter Kontrolle gebracht, 520 Richter aus dem Dienst entlassen.
Das Komitee der Nationalen Einheit unter Führung von Cemal Gürsel übernahm die Regierung. Am Morgen des 27. Mai 1960 übernahm diese Gruppe von Offizieren der Türkischen Streitkräfte die Macht und erklärte, sie müsse die Demokratie wiederherstellen sowie einem Bürgerkrieg vorbeugen, nachdem die Demokratische Partei zuletzt sehr autoritär und repressiv das Land regierte und es zu Zusammenstößen zwischen protestierenden Studenten und Sicherheitskräften kam. Die Revolutionäre beseitigten das Kriegsrecht, lösten die Große Nationalversammlung der Türkei auf und setzten die Verfassung außer Kraft.
Die 27. Mai-Revolution führte zur Ausarbeitung und zum Inkrafttreten der Türkischen Verfassung von 1961, die bis heute als die liberalste und demokratischste Verfassung gilt, die die Türkei je gehabt hat.

## Vorgeschichte

### Einparteienstaat und Reformen
Mit dem Ende des Türkischen Befreiungskrieges, der Abschaffung des Sultanats (1922), dem Vertrag von Lausanne 1923, der die Grenzen der neuen Türkei festlegte, der Ausrufung der Republik Türkei am 29. Oktober 1923 und der Abschaffung des Kalifats (1924) begann die Geschichte der modernen Türkei. Unter Führung von Mustafa Kemal Atatürk, dem ersten Präsidenten der Republik Türkei, wurden zahlreiche Reformen durchgeführt, die die Türkei in einen modernen, an Europa orientierten Staat wandelten. Er stützte sich dabei auf seine Partei, die CHP, das Militär und eine umfassend gebildete Elite. Die Reformjahre unter Atatürk 1923 bis 1938 brachten eine kemalistische Elite hervor, die sich erst die Durchsetzung und später die Bewahrung der kemalistischen Reformen zum Ziel gesetzt hatte. Atatürk regierte sehr autoritär. Ab 1924/1925 wurden Oppositionsparteien verboten. Ein nochmaliger Vorstoß zur Einführung des Mehrparteiensystems 1930 scheiterte, da Atatürk befürchtete, dass bei der Parlamentswahl 1931 die Opposition an die Macht kommen könnte. Während dieser Jahre kam es immer wieder zu kurdischen Aufständen (1925, 1930 und 1937/1938). Mit Atatürks Tod 1938 endete die Zeit der radikalen Veränderungen. Sein Nachfolger İsmet İnönü führte die Reformen fort. Er förderte zwar einerseits die Ausbildung junger Geistlicher, verstärkte aber gleichzeitig die türkische Variante des Laizismus, indem er den Einfluss der Religion auf den Staat noch weiter einschränkte und den Einfluss des Staates auf die Religion ausbaute. Durch geschicktes Taktieren gelang es ihm, die Türkei aus den Kämpfen des Zweiten Weltkrieges herauszuhalten.

### Demokratisierung
Unmittelbar auf das Ende des Zweiten Weltkrieges folgte der Kalte Krieg. Hierbei wurde die Türkei Teil des westlichen Lagers, das von den USA dominiert wurde. Angesichts dieser Tatsache musste das politische System der Republik Türkei demokratisiert werden. Zwar erfolgte schon während des Zweiten Weltkrieges eine gewisse Liberalisierung des Systems, indem unabhängige Parlamentsabgeordnete zugelassen wurden, doch die wirkliche Demokratisierung setzte erst mit der beginnenden Nachkriegszeit ein.
Nach dem Ende des Zweiten Weltkrieges kündigte der Präsident der Republik und statutengemäß unabsetzbare CHP-Vorsitzende İsmet İnönü eine stärkere Verwirklichung demokratischer Grundsätze im öffentlichen Leben an, ohne genaueres zu erwähnen. Nachdem İnönü am 19. November 1945 das Ende des Einparteiensystemes verkündet hatte, und das Mehrparteiensystem damit zugelassen wurde, gründeten ehemalige Mitglieder der bis dahin regierenden Republikanische Volkspartei (CHP) am 7. Januar 1946, u. a. Adnan Menderes und Celâl Bayar, die Demokratische Partei (DP). Bei der vorgezogenen Parlamentswahl im Juli 1946 errang die CHP die meisten Stimmen und konnte weiterhin eine Alleinregierung bilden.

### Regierungswechsel
Bei der Parlamentswahl 1950 erhielt die DP 54 % der Stimmen, und damit wegen des Mehrheitswahlrechtes 415 der 487 Parlamentssitze. Das Gesetz dazu hatte noch die CHP unter Atatürk ausgearbeitet. Die DP hatte mit dem Slogan »Genug! Jetzt spricht die Nation!« die Wahl gewonnen, auch indem sie versprach, religiösen Muslimen wieder mehr Freiheiten einzuräumen. Noch am Wahlabend hatten sich Kreise im Militär besorgt gezeigt, dass die DP gewinnen könnte und boten dem zum Oppositionsführer „degradierten“ İsmet İnönü an, gegen die neue Regierung zu putschen. İnönü lehnte dies ab, deshalb unterblieb ein Putsch. Der Republikanische Parteichef versicherte, dass sich seine Partei jeder freien Wahl beugen werde, egal wie sie ausfallen sollte. Die Militärs befürchteten, dass die neue Regierung gegen die Prinzipien des Kemalismus handeln oder diese zu beseitigen versuchen könnte. Das Verhältnis zwischen der DP-Regierung und der Armee war von gegenseitigem Misstrauen geprägt, sodass die DP-Regierung unmittelbar nach Amtsantritt die Armeeführung austauschte. Nachdem die DP-Regierung 1950 den Antrag auf NATO-Mitgliedschaft gestellt hatte, trat die Türkei zusammen mit Griechenland am 18. Februar 1952 der NATO bei.

### Wirtschaftlicher Aufschwung und autoritäre Regierung
In den Anfangsjahren konnte die DP-Regierung vom wirtschaftlichen Aufschwung profitieren, während die CHP-Opposition steigende Lebenshaltungskosten anprangerte. Trotzdem gewann die DP 1954 57,5 % der Stimmen und stellte nun 504 von 541 Abgeordneten in der Großen Nationalversammlung. Die Zustimmung zur Regierung von Adnan Menderes und zur Demokratischen Partei (DP) ließ während der 1950er Jahre nach. Im Jahr 1955, kam es nach Ausschreitungen zwischen Griechen und Türken auf der Insel Zypern zu Ausschreitungen gegen die griechische Minderheit in Istanbul. Ebenso kam es zu Ausschreitungen in Ankara und Izmir. Ebenfalls 1955 spaltete die Freiheitspartei (HP) sich von der DP ab, da diese zunehmend autoritär regierte und die Presse zensierte. Bei der Wahl im Oktober 1957 bekam die DP nur 47,9 %. Das Wahlrecht bewirkte, dass die DP 69,5 % der Sitze (424 von 610) erhielt. In der Folge gab es innerhalb der DP von bekannten Mitgliedern Kritik an Menderes’ autoritärem Regierungsstil. Parteiaustritte waren eine Folge. Die Regierung verlor bei der Bevölkerung auch zunehmend an Rückhalt, weil der wirtschaftliche Fortschritt nur Wenigen zugutekam. Ihre Wahlerfolge hatte die DP der von der CHP der bis dahin weitgehend vernachlässigten Landbevölkerung zu verdanken. Während der Regierungszeit von Adnan Menderes ging die DP dazu über, die oppositionelle CHP zunehmend zu unterdrücken. So wurde von der DP vor der Wahl 1957 ein Gesetz verabschiedet, das es der CHP untersagte, mit anderen Oppositionsparteien ein Wahlbündnis einzugehen. Die HP trat 1958 der CHP bei.
Die DP-Regierung, die einst angetreten war, um die Republik Türkei zu demokratisieren, wurde mit der Zeit immer mehr zu einer ebenfalls autoritären Regierung, die sich der gleichen Mittel bediente, die die CHP bis zum Machtwechsel nach der Parlamentswahl 1950 genutzt hatte. Die DP setzte genauso auf den staatlichen Rundfunk und nutzte ihn als Propagandainstrument, wie dies die CHP bereits vorher getan hatte. Die Beziehungen der DP zur Presse verschlechterten sich zusehends, da die DP die Pressezensur ausweitete. Während die DP mit der Zeit immer autoritärer regierte, erfuhr die CHP in der Opposition eine demokratische Wende. Auf einem CHP-Kongress im Jahre 1959 wurde die „Erklärung der primären Ziele“ verabschiedet. Darin wurde für den Fall einer Regierungsbildung durch die CHP die Aufhebung antidemokratischer Gesetze sowie eine neue Verfassung versprochen. Die von der CHP in dieser Erklärung versprochene Verfassung entspricht weitestgehend der Verfassung der Republik Türkei von 1961.

### Uşak, Topkapı, Kayseri-Geschehen
Im April 1959 unternahm CHP-Chef İsmet İnönü eine Reise in den Westen der Türkei. Seine Anhänger bezeichneten dies als „Große Attacke“ in Anlehnung an den Türkischen Befreiungskrieg. Der Verkehrsminister und die Gouverneure unternahmen alles, um İnönü an der Weiterreise zu hindern. Auch die Soldaten stellten sich ihm – auf Befehl der Regierung – in den Weg. Als die Kadetten jedoch İnönü erkannten, ließen sie ihn weiterreisen und salutierten ihm. In vielen Provinzen kam es zu Zusammenstößen zwischen der DP und der CHP. Ende der 1950er Jahre nahm die Zensur der Presse zu, weshalb Zeitungen mit weißen Seiten erschienen. Die Gefängnisse waren mit inhaftierten Journalisten gefüllt. Der Zug von İsmet İnönü, der am 2. April 1960 nach Kayseri kam, wurde auf Befehl des Gouverneurs Ahmet Kınık angehalten. Major Selahattin Çetiner, dem befohlen wurde, den Zug mit İnönü am Bahnhof Himmetdede anzuhalten, sagte: „Ich bevorzuge Selbstmord, anstatt Sie daran zu hindern, nach Kayseri zu fahren.“ Er zog sich nach dem Vorfall zurück, wurde jedoch mit der Entscheidung des Staatsrates wieder eingesetzt. 50.000 Menschen begrüßten İsmet İnönü, der seinen Weg nur schwer fortsetzen konnte. Der damalige Verkehrsminister wurde für diesen Vorfall vor der Wahl verantwortlich gemacht. Dieses Ereignis wird als Grund für die Aufnahme des Artikels über die Minister für Verkehr, Inneres und Justiz (Art. 109) in die Verfassung von 1961 genannt.

### „Revolutionserklärungen“
Auf Kritik reagierte die Regierung sehr gereizt. Im Parlament setzte die Mehrheit der Regierungspartei im April 1960 einen Ausschuss ein, dem es erlaubt war, die Presse zu zensieren, Zeitungen zu verbieten und Haftstrafen zu verhängen. Die Beziehung zwischen der DP und der CHP wurde zunehmend schwieriger und härter, nachdem die Untersuchungskommission, die nur aus Menderes-Demokraten bestand, im April 1960 die „destruktiven, illegitimen und illegalen Aktivitäten“ von Zeitungen und Zeitschriften überprüfte und alle parlamentarischen Veröffentlichungen verboten hatte. Die Reden der CHP-Abgeordneten gingen von Mund zu Mund ohne sich jedoch in der Presse widerzuspiegeln. Die DP bezeichnete diese Reden als „Revolutionserklärungen“.
Am 18. April 1960 erklärte der CHP-Vorsitzende İsmet İnönü in der Großen Nationalversammlung: „Wir sagen, ein demokratisches Regime wurde gegründet. Es ist gefährlich, dieses demokratische Regime in ein diktatorisches Regime umzuwandeln. Wenn ihr diesen Weg fortsetzt, kann selbst ich euch nicht retten.“ „Wenn die Bedingungen in Ordnung sind, dann ist Revolution ein legitimes Recht für Nationen.“ „Sie denken: Die türkische Nation hat nicht soviel Würde wie die koreanische Nation.“
İnönü verurteilte am 27. April 1960 im Parlament erneut die Untersuchungskommission, weshalb die DP-Mehrheit beschloss ihn für 12 Sitzungen vom Parlament auszuschließen. CHP-Abgeordnete, die dagegen protestierten, wurden mit Polizeigewalt aus dem Parlament entfernt.

### Ereignisse des 28. und 29. April 1960
Daraufhin begannen am 28. April 1960 in Istanbul und Ankara Proteste von Studenten. Diese führten zu gewalttätigen Auseinandersetzungen zwischen Studenten und Sicherheitskräften, die Regierung hatte das Kriegsrecht verhängt; die Unruhen beschränkten sich hauptsächlich auf Istanbul und Ankara, griffen aber teils auch auf Izmir über, da sich die dortigen Studenten den Protesten anschlossen. Die Verhängung des Kriegsrechtes brachte auch keine Beruhigung, da die Proteste, denen sich auch Kadetten der Militärakademie in Ankara anschlossen, nicht abrissen. Bei den Ausschreitungen kam der Student Turan Emeksiz ums Leben. Der 28. April 1960 ging als „Blutiger Donnerstag“ in die türkische Geschichte ein. Es bestand jedoch Solidarität zwischen den Studenten, die „Tod allen Diktatoren“, „Wir wollen Freiheit“ und „Lang lebe die türkische Armee“ sangen. Der Oberbefehlshaber Cemal Gürsel trat am 3. Mai 1960 zurück und wurde in den Ruhestand versetzt. Unterstützt wurden die Proteste von Teilen der akademisch gebildeten Elite und von Angehörigen des Militärs unterhalb der Generalsebene. Am 21. Mai 1960 fand ein stiller Protestmarsch der Studenten der Militärakademie in Ankara statt.

## Revolution

### Ablauf
Am 27. Mai 1960 übernahm das Komitee der Nationalen Einheit (MBK), das sich innerhalb der Türkischen Streitkräfte gebildet hatte, die Macht in der Türkei. Um 03:15 Uhr wurden Infanterie und Kavallerie bewegt, um 03:30 Uhr begannen die Panzer zu rollen. Zuerst wurden führende Militärs, darunter der Generalstabschef, verhaftet. Anschließend wurde die Regierung unter Ministerpräsident Menderes verhaftet und auch der Präsident der Republik Celal Bayar. Um 04:36 Uhr verkündete Oberst Alparslan Türkeş im Radio die Machtübernahme der Armee. Generalmajor Cemal Madanoğlu übte den eigentlichen Befehl während der Revolution aus. General Cemal Gürsel übernahm die Führung des Komitees der Nationalen Einheit (MBK), obwohl er sich bereits im Ruhestand befand. Zudem drohte die Revolution zu scheitern, da der General und spätere erste Vorsitzende der Gerechtigkeitspartei (AP) Ragıp Gümüşpala verkündete, dass er mit seiner 3. Armee in Ankara einmarschieren werde, um den Putsch zu beenden, falls der Anführer keinen höheren Rang innehabe als er selbst. Cemal Gürsel, der sich bis dahin noch in Izmir aufhielt, wurde nach Ankara geflogen und übernahm den Vorsitz im Komitee der Nationalen Einheit.

### Folgen
Das MBK hob die Ausgangssperre ebenso wie das Kriegsrecht auf, was zu großem Jubel und Feiern der Bürger in Istanbul und Ankara führte. Der Führer der bisherigen Opposition in der Großen Nationalversammlung İsmet İnönü bezeichnete den Militärputsch als „legitime Revolution“.
Zu den 38 Offizieren, die Adnan Menderes stürzten, der später zum Tode verurteilt werden sollte, gehörte Oberst Alparslan Türkeş. Dieser überwarf sich jedoch mit dem Komitee der Nationalen Einheit und wurde mit 13 weiteren Offizieren aus dem Kreis ausgeschlossen, da er mit seinen Mitstreitern darauf beharrte, dass die Türkei zunächst eine vierjährige Militärregierung benötige, um reformiert zu werden. Da jedoch die Gruppe um Cemal Madanoğlu in der Mehrheit war, die die Macht so schnell wie möglich wieder an die Zivilbevölkerung abgeben wollte, reagierte Cemal Gürsel darauf – ermuntert von İsmet İnönü – mit einem Putsch im Putsche und entließ die 14 Radikalen.
Während des Putsches wurden nicht nur führende Politiker und Funktionäre der DP, sondern auch der Generalstabschef von den Putschisten verhaftet und vor Gericht gestellt. Es wurde ein Hoher Gerichtshof gebildet, dessen Mitglieder vom MBK ernannt wurden und der die Yassıada-Prozesse gegen insgesamt 592 Menschen durchführte.
Die Junta-Regierung sagte, dass der Grund für den Putsch die von der Regierung Menderes erlassenen Gesetze und deren Praktiken waren. Sie behauptete, man habe den Staatsstreich vollzogen, um einen Bürgerkrieg vorzubeugen und Praktiken zu stoppen, die gegen das Prinzip des Säkularismus verstießen. Darüber hinaus glaubten einige Offiziere, dass die Macht der DP das kemalistische und säkulare Regime bedrohte. So sehr, dass dies in einer Rede von Menderes in der Fraktionsgruppe der Demokratischen Partei deutlich wurde: „Sie können sogar das Kalifat zurückbringen, wenn Sie wollen“. Dies machte deutlich, dass er die Absicht hatte, sich auf die säkulare Republik zu beziehen. Abgesehen von diesen gibt es Quellen, die behaupten, dass der Putsch durchgeführt wurde, um traditionellen Elite-Machtgruppen (Armee und politische Bürokratie) Macht zu verleihen.
Es wird angegeben, dass das Klima einer Wirtschaftskrise, das in der Anfangsphase gezählt werden kann, einer der Faktoren des Staatsstreichs ist. Einer der offiziellen Gründe für den Aufstand war der Vorwurf, die DP hätte sich über kurdische Stammesführer und Scheichs in ihren Reihen für einen Regionalismus zugunsten der Kurden eingesetzt.
Am 29. September 1960 wurde die DP durch Gerichtsbeschluss, u. a. mit der Begründung, sie habe gegen ihr eigenes Parteiprogramm verstoßen, verboten.
Mit dem Gesetz Nr. 1 vom 12. Juni 1960 wurde die Militärregierung 1960/1961 begründet. Es bildete neben Gesetz Nr. 157 die Grundlage für die Militärregierung in der Türkei 1960/1961. Die Verfassung von 1924 wurde außer Kraft gesetzt.
In der Folge wurde eine neue Verfassung ausgearbeitet und verabschiedet, die bis heute als demokratischste Verfassung der Türkei gilt, da sie sich ausdrücklich zu den Menschenrechten bekannte. Die neue Verfassung folgte der Idee der Militärs vom perfekten Rechtsstaat mit konsequenter Gewaltenteilung. Damit wurde die Gewalteneinheit der Verfassung von 1924 aufgegeben. Die Justiz wurde vollständig unabhängig, denn nicht zuletzt gesetzgeberische Eingriffe in die Justiz gehörten zu den Auslösern der Revolution. Zudem wurde ein Verfassungsgericht eingerichtet. Das Verfassungsgerichtsgesetz wurde am 22. April 1962 verabschiedet. Damit sollten Gesetze erstmals auf ihre Verfassungsmäßigkeit hin überprüft werden. Legislative und Exekutive wurden voneinander getrennt und die Exekutive wurde der Kontrolle durch die Legislative unterstellt. Das Parlament wurde in ein Zweikammersystem umgewandelt, bestehend aus der Nationalversammlung (Millet Meclisi) und dem Senat der Republik (Cumhuriyet Senatosu). Des Weiteren wurde das Mehrheitswahlrecht für die Nationalversammlung abgeschafft und durch das Verhältniswahlrecht ersetzt. Der Senat wurde nach dem Prinzip des Mehrheitswahlrechtes gewählt. Zur Gewährleistung der Unabhängigkeit der Justiz wurde ein Hoher Rat der Richter (Artikel 143 und 144 der Türkischen Verfassung von 1961) und ein Hoher Rat der Staatsanwälte (Artikel 137 der Türkischen Verfassung von 1961) gebildet.
Die neue Verfassung wurde am 9. Juli 1961 per Volksabstimmung angenommen und trat mit ihrer Verkündung im Amtsblatt am 20. Juli 1961 in Kraft. Die ersten Wahlen zur Nationalversammlung und zum Senat der Republik wurden daraufhin am 15. Oktober 1961 abgehalten. Dabei gewann die Republikanische Volkspartei (CHP) die Mehrheit in der Nationalversammlung und die Gerechtigkeitspartei (AP) die Mehrheit im Senat. Beide Parteien bildeten daraufhin eine Koalitionsregierung mit İsmet İnönü als Ministerpräsidenten. Cemal Gürsel wurde am 26. Oktober 1961 zum Staatspräsidenten gewählt, nachdem eine Gruppe innerhalb des Militärs das „21.-Oktober-Protokoll“ unterzeichnet hatte.